# Panotima copidosema
Panotima copidosema là một loài bướm đêm trong họ Crambidae.